# Roemeria refracta
Roemeria refracta är en vallmoväxtart. Roemeria refracta ingår i släktet Roemeria och familjen vallmoväxter.

## Underarter
Arten delas in i följande underarter:
- R. r. occidentalis
- R. r. refracta